# Eucithara dubiosa
Eucithara dubiosa é uma espécie de gastrópode do gênero Eucithara, pertencente à família Mangeliidae.